# Beleg van Loket
Het beleg van Loket was een belegering in de nasleep van de Boheemse Opstand.

## Voorgeschiedenis
De Boheemse Opstand ontstond in 1618 toen de Staten van Bohemen besloten de katholieke Keizer Ferdinand II als koning van Bohemen af te zetten en een nieuwe, protestantse koning te kiezen in de persoon van Frederik van de Palts. Na ruim twee jaar strijd werd op 8 november 1620 het Boheemse leger definitief door het keizerlijke leger verslagen in de Slag op de Witte Berg en viel Praag weer in handen van de keizer. Op dat moment bevonden zich in diverse Boheemse en Moravische steden nog garnizoenen van de opstandelingen. Het keizerlijke leger ging in Praag erg hardvochtig te werk; de stad werd geplunderd, statenleden werden gevangen genomen en hun landerijen geconfisqueerd. Dit zorgde ervoor dat andere steden zich niet of pas heel laat overgaven.

## Verloop

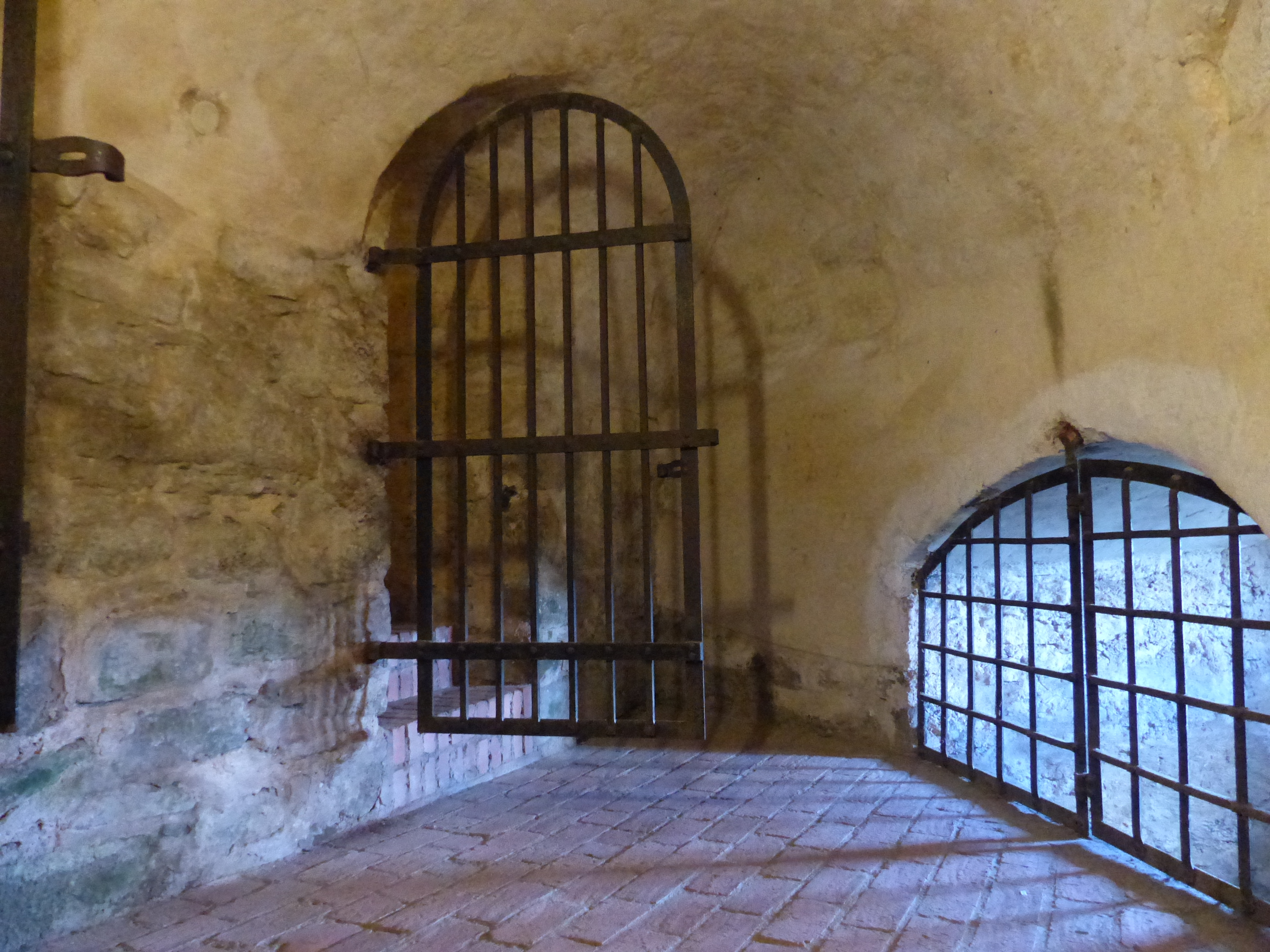
Gevangenis in het Kasteel Loket

Op 26 maart 1621 – de dag dat Pilsen zich overgaf – marcheerde een gecombineerd Saksisch-Keizerlijk leger naar Sokolov (destijds Flaknov of Falkenau genoemd). Hier was een Engels huurlingenleger onder Andrew Gray gelegerd. Op 11 april gaf Sokolov zich over op voorwaarde van een vrije aftocht van de opstandelingen en dat de commandant zes weken niet tegen de keizer zou strijden. Vervolgens trok hetzelfde gecombineerde leger onder leiding van overste Wolfgang Wrzesowitz naar Loket.
Naast een garnizoen van Ernst van Mansveld was in Loket ook een Boheems korps aanwezig onder leiding van graaf Albin Slick. Mansfeld beloofde 2000 man naar de stad te sturen, waardoor het garnizoen zich gesterkt voelde hun verzet voort te zetten. Het keizerlijke leger bombardeerde de stad echter hevig in een poging een bres in de stadsmuur te slaan. Toen het leger van Mansfeld uitbleef, gaven de Bohemers zich op 7 mei onder de volgende voorwaarden over.
1. Vrije aftocht voor alle troepen.
2. Noch commandant, noch huurlingen mochten gedurende drie maanden vechten tegen de troepen van de keizer, de keurvorst van Saksen en de hertog van Beieren of welke andere katholieke vorst dan ook.
3. Huurlingen van Mansfeld mochten zich vrijelijk aansluiten bij het keizerlijk, keurvorstelijk of hertogelijk leger met een minimum diensttijd van twee maanden.
4. Al het militair materieel dat in Loket achterbleef en alles dat toebehoorde aan Mansfeld mocht worden meegenomen [door het gecombineerde leger]. Aan de burgers en edelen van Loket werd meegedeeld dat wanneer opperbevelhebber Johan t'Serclaes van Tilly de stad bezocht, hij hun zaak zou "afhandelen" in overeenstemming met de wet.

Dit waren echter loze beloften. Toen Loket zich overgaf, bestormden de Beieren de stad. Alle inwoners werden ontwapend. Soldaten kregen vrije aftocht, maar ze werden bij Sokolov alsnog aangevallen. 18 militaire leiders, onder wie de commandant van het leger van Mansfeld, Frederik George van Oldenburg, werden gevangen gezet in het kasteel van Loket. Hier werden ze ondervraagd door speciaal hiervoor uit Praag overgebrachte commissarissen. De inwoners van Loket kregen een boete van 100.000 kronen als straf voor hun deelname aan de opstand. Daarna vertrok het gecombineerde leger van 16.000 man sterk naar Kynšperk nad Ohří. Mansfeld was op dat moment op weg van de Opper-Palts naar Lázně Kynžvart. Toen hij hoorde van de val van Loket, keerde hij weer terug naar de Opper-Palts.